# Liste der Kulturdenkmale in Neuplanitz
Die Liste der Kulturdenkmale in Neuplanitz enthält die in der amtlichen Denkmalliste des Landesamtes für Denkmalpflege Sachsen ausgewiesenen Kulturdenkmale im Zwickauer Ortsteil Neuplanitz.

## Legende
- Bild: Bild des Kulturdenkmals, ggf. zusätzlich mit einem Link zu weiteren Fotos des Kulturdenkmals im Medienarchiv Wikimedia Commons. Wenn man auf das Kamerasymbol klickt, können Fotos zu Kulturdenkmalen aus dieser Liste hochgeladen werden:
- Bezeichnung: Denkmalgeschützte Objekte und ggf. Bauwerksname des Kulturdenkmals
- Lage: Straßenname und Hausnummer oder Flurstücknummer des Kulturdenkmals. Die Grundsortierung der Liste erfolgt nach dieser Adresse. Der Link (Karte) führt zu verschiedenen Kartendiensten mit der Position des Kulturdenkmals. Fehlt dieser Link, wurden die Koordinaten noch nicht eingetragen. Sind diese bekannt, können sie über ein Tool mit einer Kartenansicht einfach nachgetragen werden. In dieser Kartenansicht sind Kulturdenkmale ohne Koordinaten mit einem roten bzw. orangen Marker dargestellt und können durch Verschieben auf die richtige Position in der Karte mit Koordinaten versehen werden. Kulturdenkmale ohne Bild sind an einem blauen bzw. roten Marker erkennbar.
- Datierung: Baubeginn, Fertigstellung, Datum der Erstnennung oder grobe zeitliche Einordnung entsprechend des Eintrags in der sächsischen Denkmaldatenbank
- Beschreibung: Kurzcharakteristik des Kulturdenkmals entsprechend des Eintrags in der sächsischen Denkmaldatenbank, ggf. ergänzt durch die dort nur selten veröffentlichten Erfassungstexte oder zusätzliche Informationen
- ID: Vom Landesamt für Denkmalpflege Sachsen vergebene, das Kulturdenkmal eindeutig identifizierende Objekt-Nummer. Der Link führt zum PDF-Denkmaldokument des Landesamtes für Denkmalpflege Sachsen. Bei ehemaligen Kulturdenkmalen können die Objektnummern unbekannt sein und deshalb fehlen bzw. die Links von aus der Datenbank entfernten Objektnummern ins Leere führen. Ein ggf. vorhandenes Icon  führt zu den Angaben des Kulturdenkmals bei Wikidata.

## Neuplanitz
| Bild                                    | Bezeichnung | Lage                           | Datierung | Beschreibung | ID       |
| --------------------------------------- | ----------- | ------------------------------ | --------- | --- | -------- |
| Direkt Bild zu diesem Denkmal hochladen | Schule      | Neuplanitzer Straße 86 (Karte) | 1910      | Repräsentativer, breit lagernder Putzbau in sehr gutem Originalzustand von baugeschichtlicher und stadtgeschichtlicher Bedeutung. Dreigeschossiger Putzbau, breit lagernd mit Mittelrisalit sowie zwei Seitenrisaliten, dort befinden sich die Eingänge mit der Inschrift: „Mädchen“ bzw. „Knaben“, in diesen Eingangsseitenrisaliten befinden sich die Treppenhäuser mit Segmentbogenfensteröffnungen bzw. im oberen Bereich auch Rechteckfenster, am Mittelrisalit im Erdgeschoss und 1. Obergeschoss ebenfalls Segmentbogenfensteröffnungen, im 2. Obergeschoss hohe Rechteckfenster mit Oberlichtern für die Aula, ansonsten die Fassade auch 2. Obergeschoss durch Segmentbogenfensteröffnungen gegliedert, Erdgeschoss durchgehend Putznutung bzw. Putzquaderung erhalten, die beiden Obergeschosse durch Pilaster unterteilt, weiterhin Putzfelder, Putz-Stuck-Dekorationen, Walmdach, teilweise geschweift, Mittelrisalit mit polygonalem Turm, eventuell Uhrturm mit Glockenhelm und spitzer Bekrönung, Fenster nicht original erhalten, im Inneren die Türen und die Raumaufteilung sowie die Fliesen im Treppenhaus weitgehend original erhalten. Die Schule stand in ihrer Bauzeit völlig allein auf dem Feld, vermutlich von einigen Bauernhäusern umgeben weiter ab von der städtischen Bebauung, in den 1930er Jahren folgte dann unterhalb eine Wohnsiedlung, dann in den 1950er/1970er-Jahren eine Verdichtung der Bebauung und Integration in das Neubaugebiet. | 09231130 |